# Pécsváradi bencés kolostor

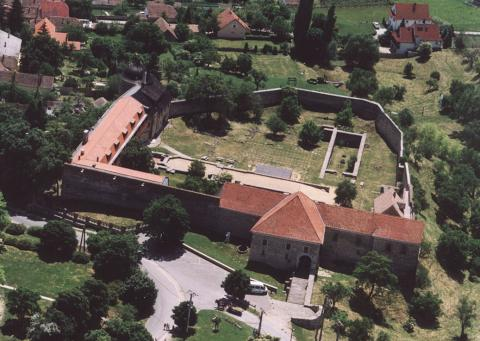
A pécsváradi bencés kolostor

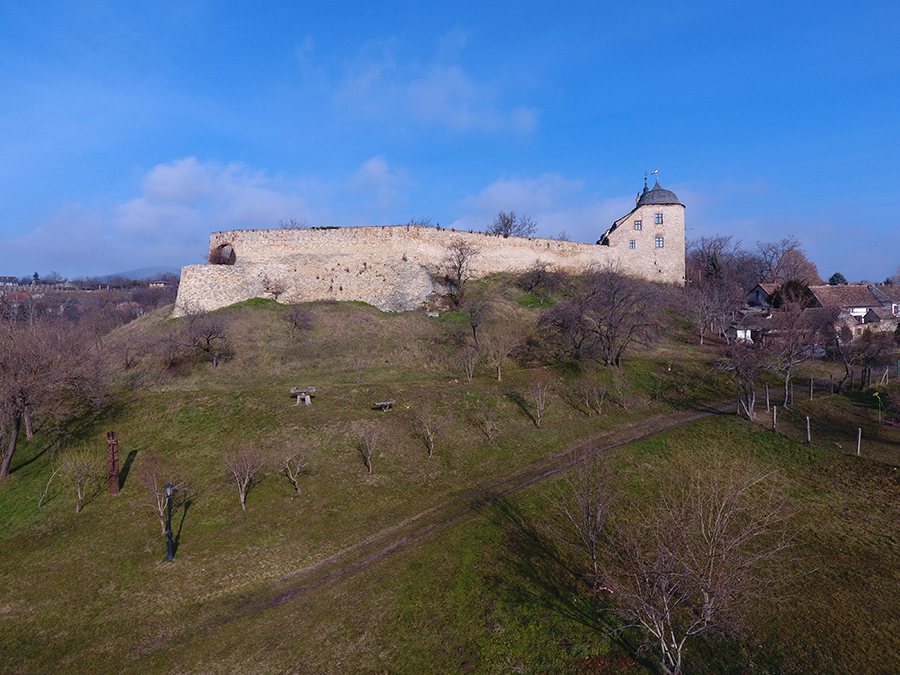
Kolostorerőd légi fotón (Pécsvárad)

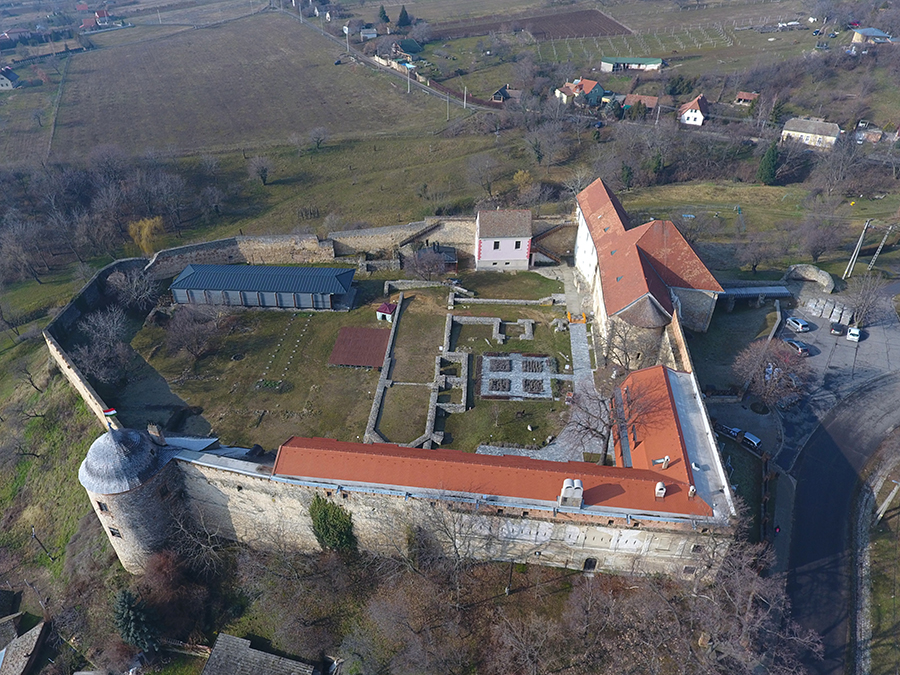
Kolostorerőd légi felvételen (Pécsvárad)

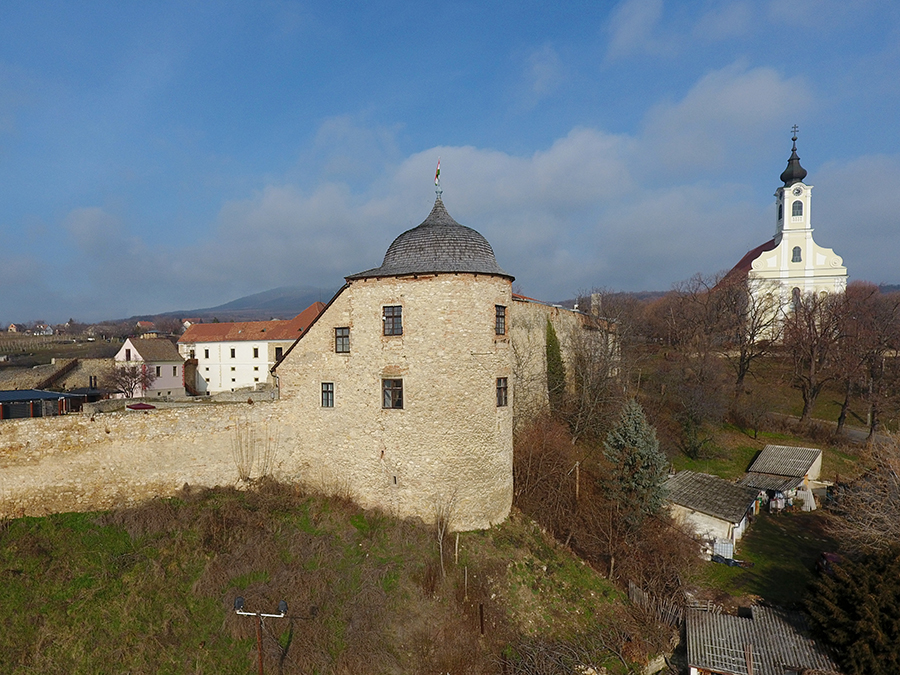
Kolostorerőd a levegőből (Pécsvárad)

Koordináták: é. sz. 46° 09′ 34″, k. h. 18° 24′ 45″46.159511°N 18.412433°E

## A kolostor elhelyezkedése
A Mecsek keleti lankái közül kimagaslik a középkori okleveleinkben „Mons Ferrus” (Vas-hegy) néven említett magaslat, amelynek kiugró nyúlványán Szent István király alapította meg 1015-ben a pécsváradi Szent Benedek-rendi apátságot.

## A kolostor rövid története
Az egyházi épülettömbben élte le életét Asztrik apát is, akit még István küldött el Rómába, hogy a pápától koronát kérjen. Árpád-házi II. Géza idejében leégett az épületegyüttes, de a bőséges jövedelemforrásokból rövidesen újjáépítették. Hatalmas pusztítást végeztek viszont a tatárjárás idején az ellenség könnyűlovas csapatai. IV. Béla király parancsára, az országosan alkalmazott gyakorlat szerint már erős kőfalakkal oltalmazták, amelyben egy vaskos öregtorony képezte a végső menedéket. Mint hiteleshely működött a középkor évszázadaiban, vagyis díjazás ellenében a szerzetesek magánokiratokat is készítettek az ide érkező ügyfeleknek. Az Anjou uralkodók alatt egyházfőinek befolyása megnőtt a királyi udvarban, így például 1357-ben Jordán apát már megtehette, hogy fényes pompával kialakított palotát emeltessen magának.
A XV. század elején már fegyveres őrség vigyázott falain, melyeket megerősítettek és barbakános kettős kaputoronnyal láttak el a hatékonyabb védelem érdekében. A következő évszázadban, a mohácsi csatavesztés után az előrenyomuló Oszmán Birodalom hadainak útjába került pécsváradi kolostor épületét a később török vazallussá (hűbéressé) vált Szapolyai János király befolyásos tanácsadója, Martinuzzi György barát védhetetlennek tartotta, ezért parancsot adott várnagyának a védőművek felrobbantására. A felrobbantott várfalakat a megszállók sem állították helyre, mivel a hódoltság néhány esztendő alatt jóval északabbra tolódott ki, és Pécsvárad vidéke viszonylag békésebb hátországba került. A megszállás idején az épségben maradt épületrészekben török bíróság székelt. A török megszállás csak 1686 őszén ért véget a császári hadsereg megérkezésével. Az omladozó apátságot Habsburg Lipót császár és király az udvari bizalmasának számító Zinzendorf Konrád kölni érseknek adományozta.
Az érsek parancsára 1729-ben részben helyreállították épületeit, de a középkori nagy templomot és kolostort nem, sőt annak köveit használták fel a munkálatoknál. Megszüntették a feleslegessé vált külső védőműveit, így a szárazárkot átívelő híd két oldalán posztoló őrtornyokat is, de lebontottak a három ágyútoronyból is kettőt, így ma csak a jelenleg szállodaként működő magas torony látszik, ami szinte ismertetőjegyül szolgál a sok történelmi vihart látott pécsváradi erődített kolostornak.

## Képgaléria

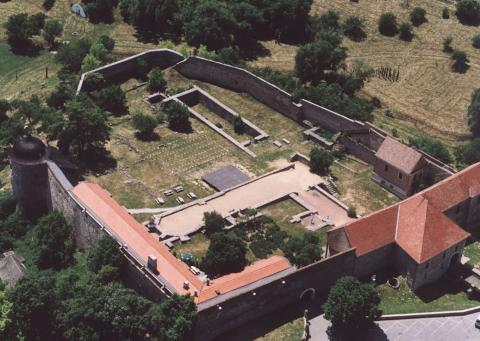
Légifotó
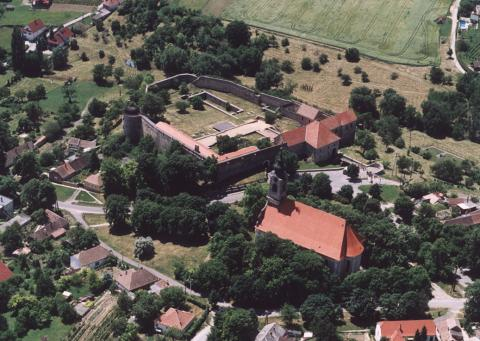
Légifotó
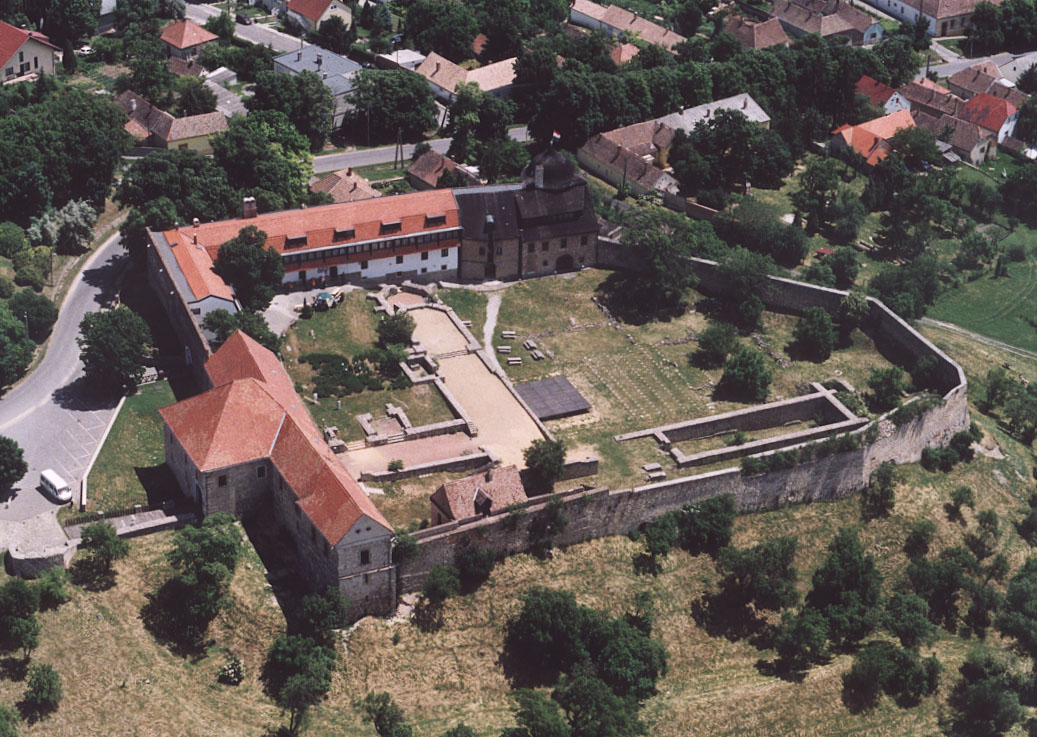
Légifotó
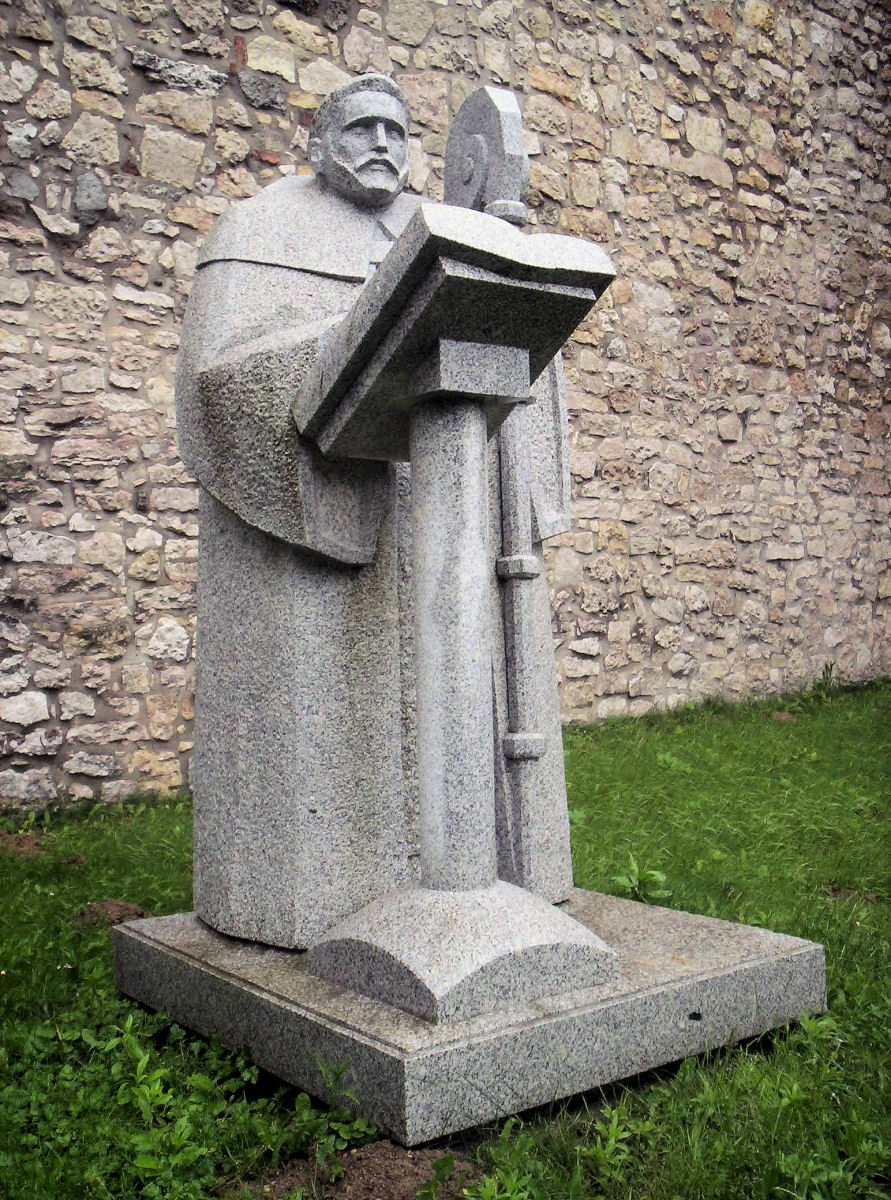
Rigó István: Szent Asztrik érsek szobra (2000.)
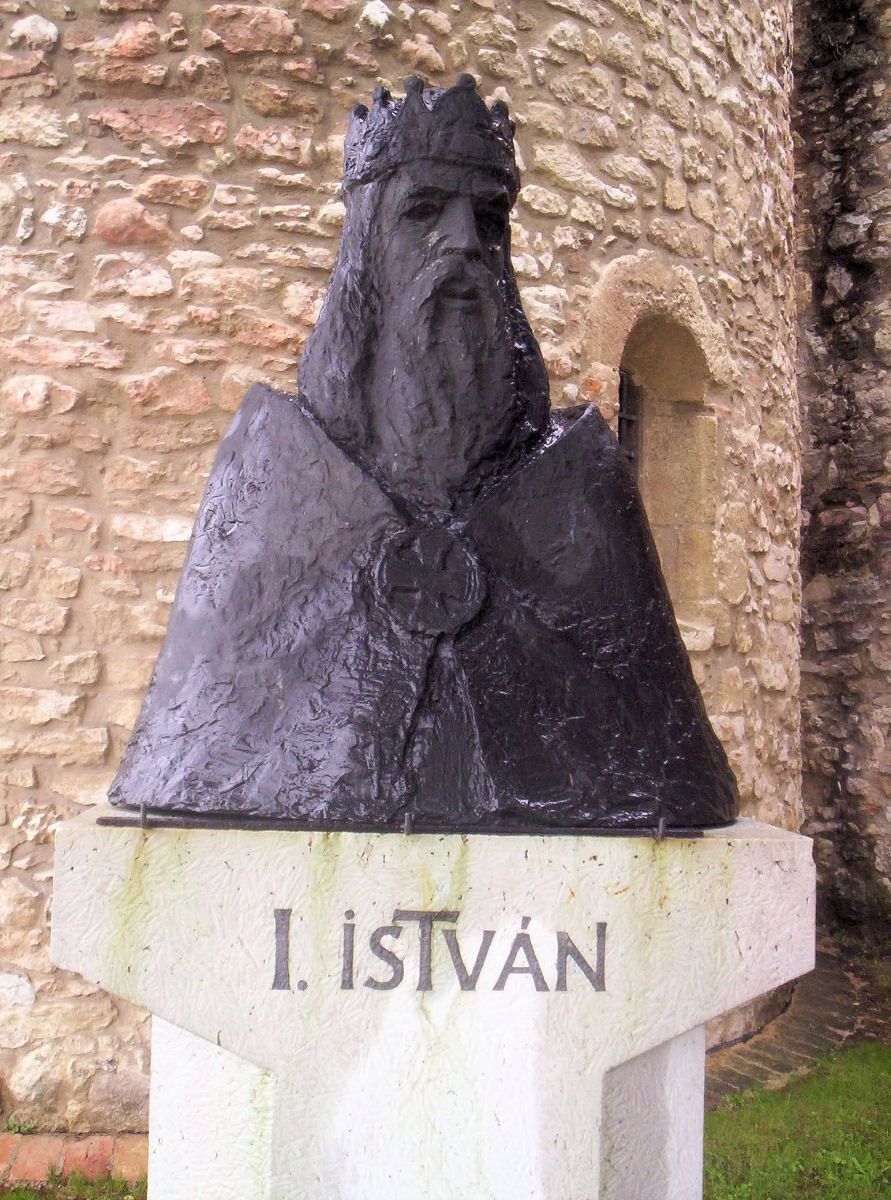
Borsos Miklós: Szent István szobra
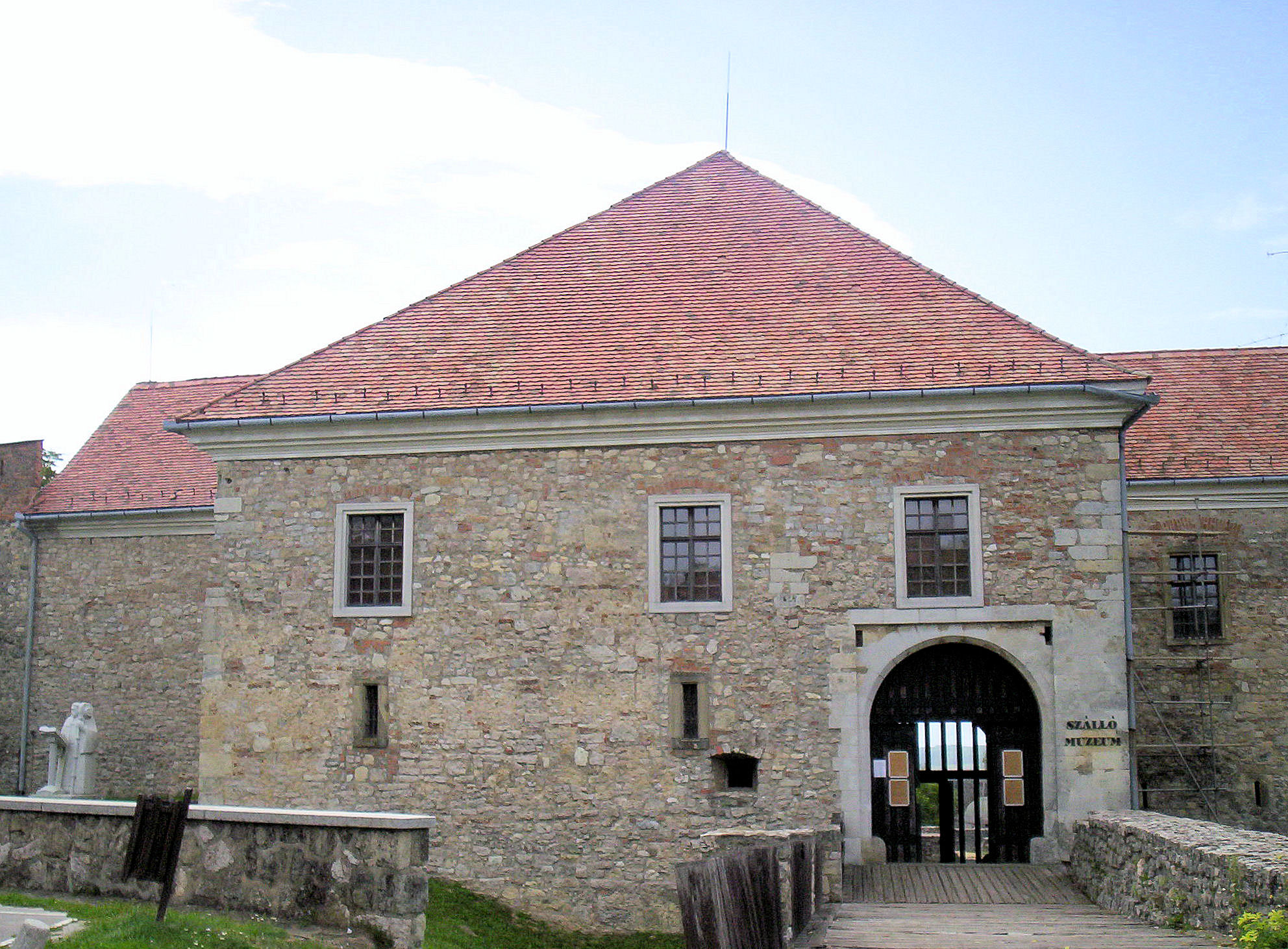
A vár főkapuja
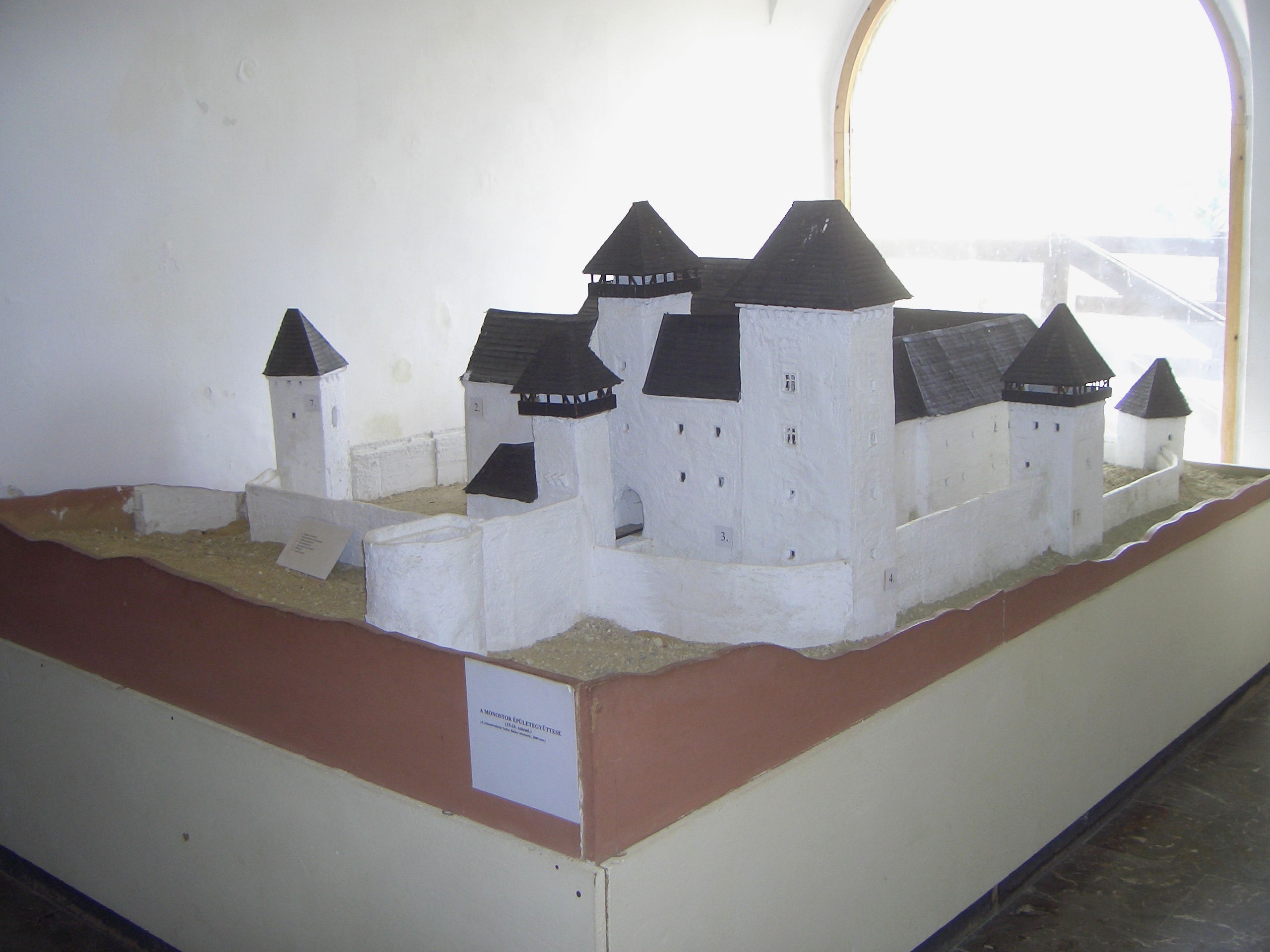
Az ősi monostor makettje
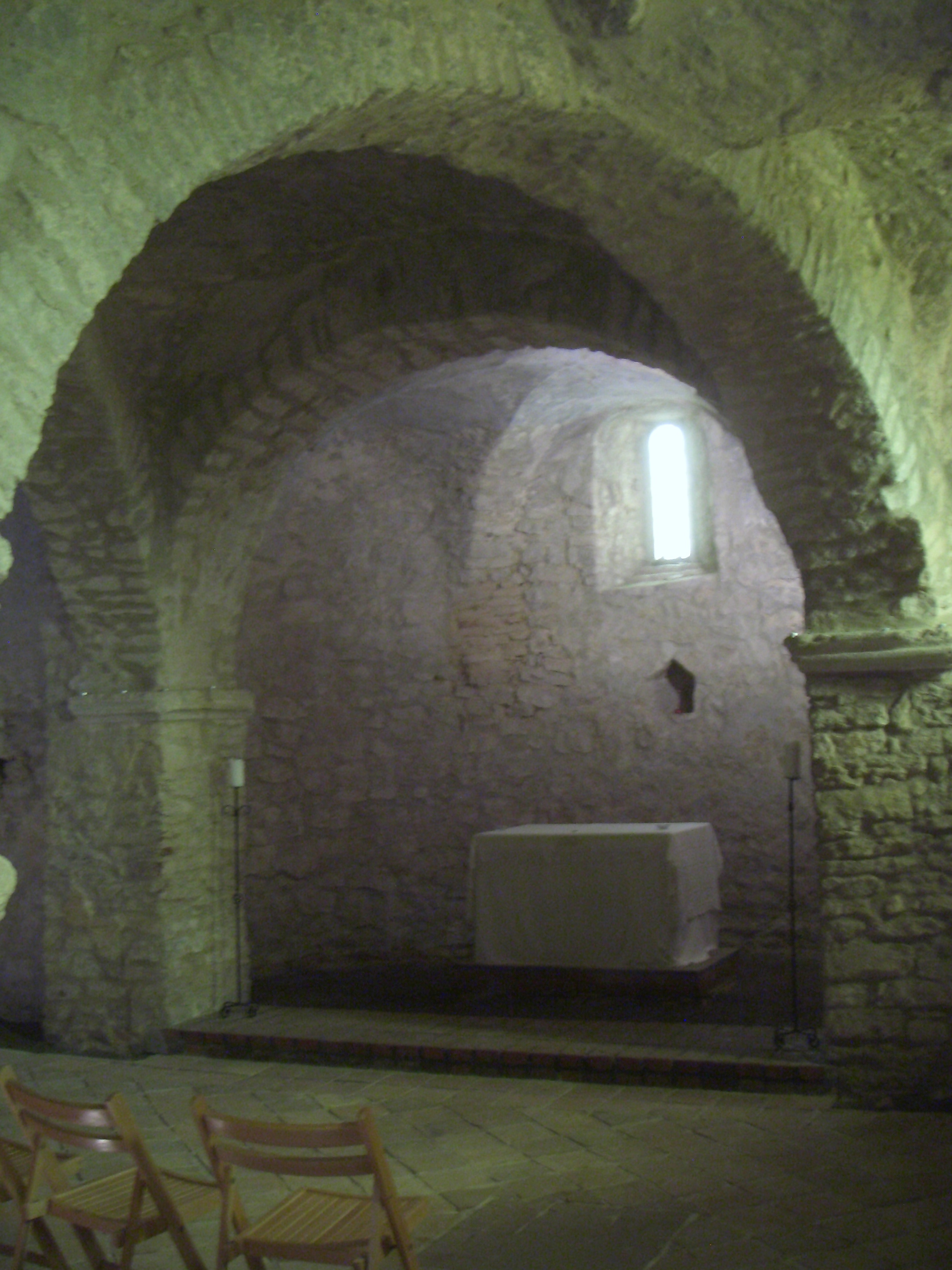
XI. századi altemplom
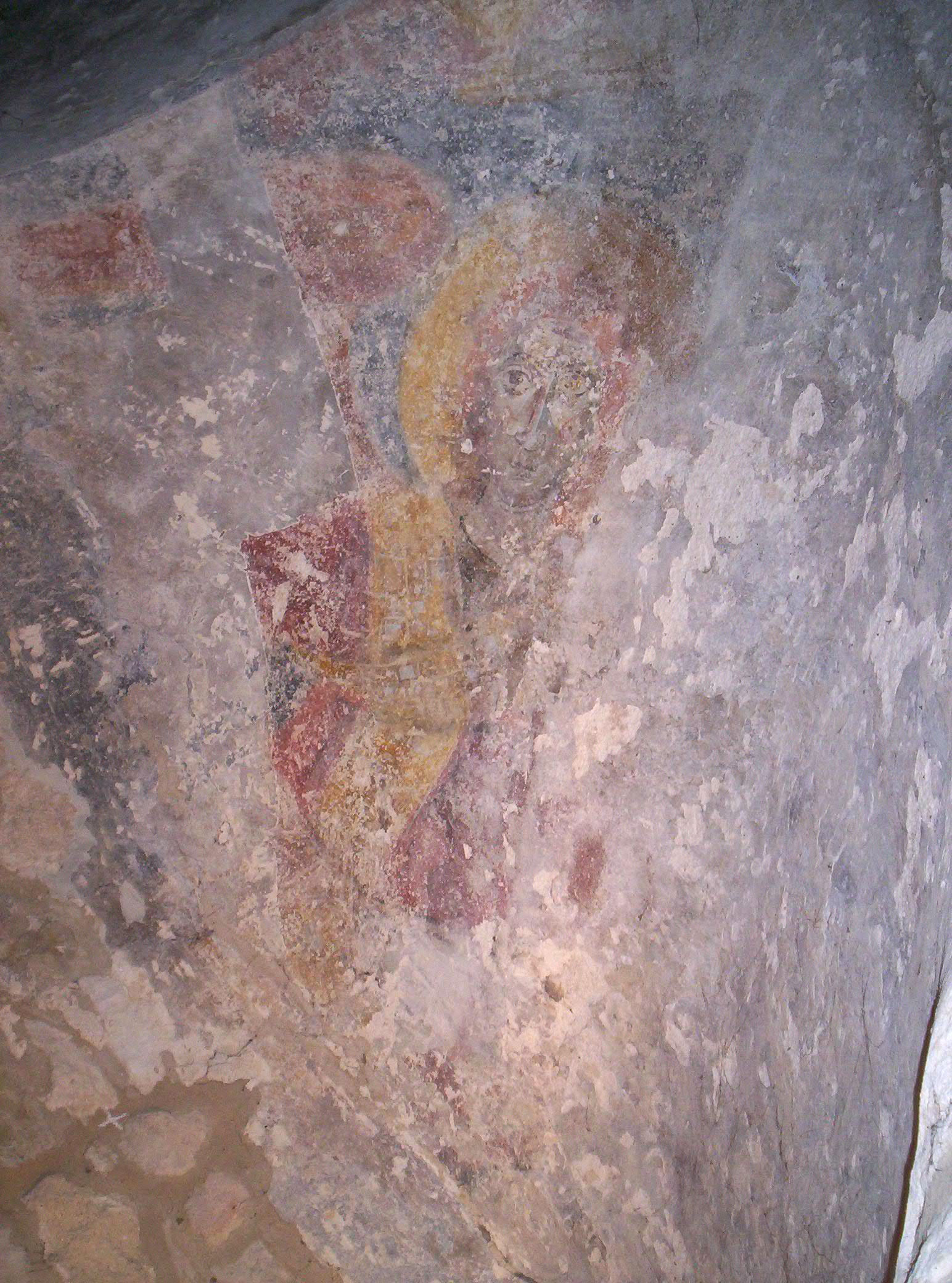
Freskómaradvány az altemplomban
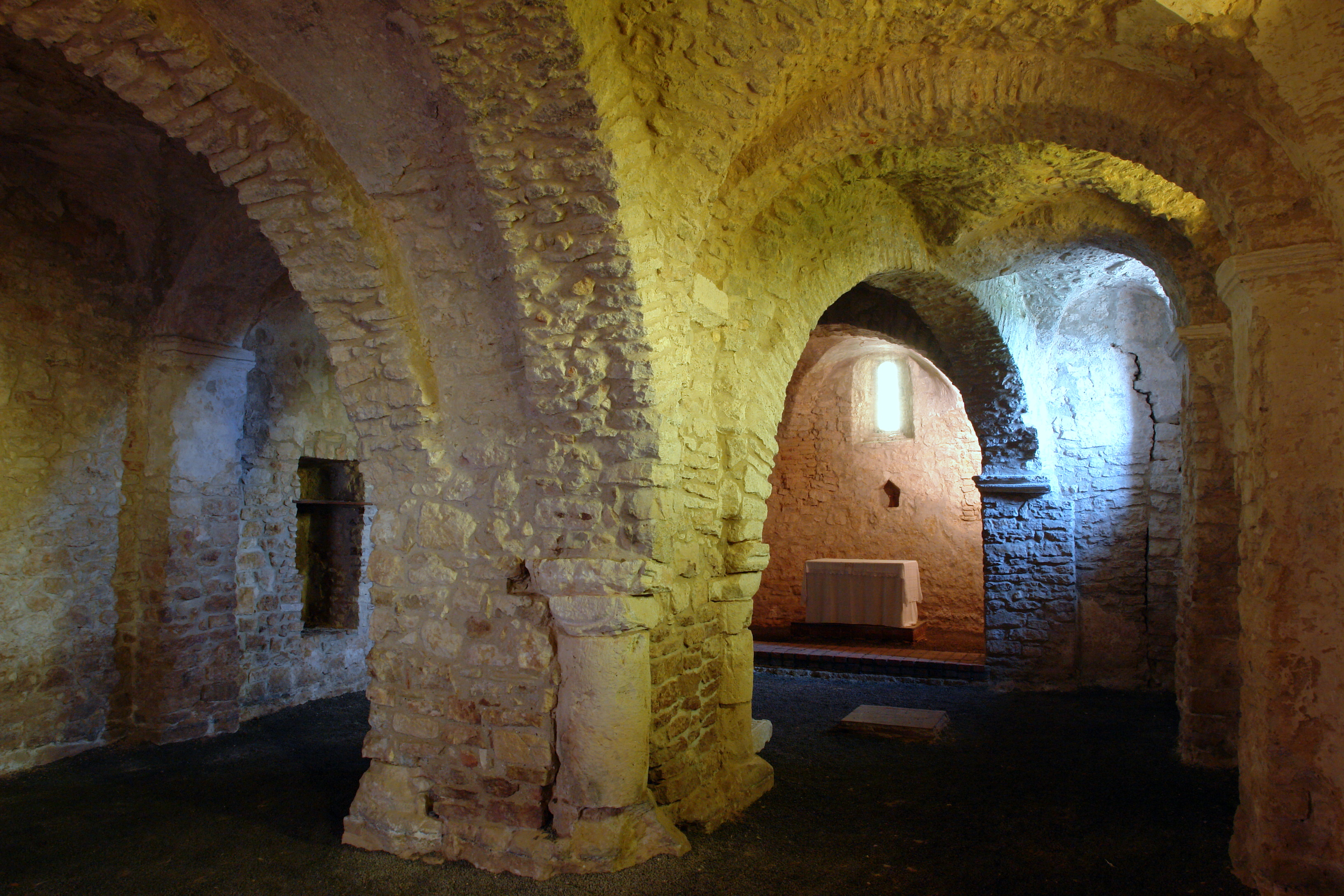
Az altemplom
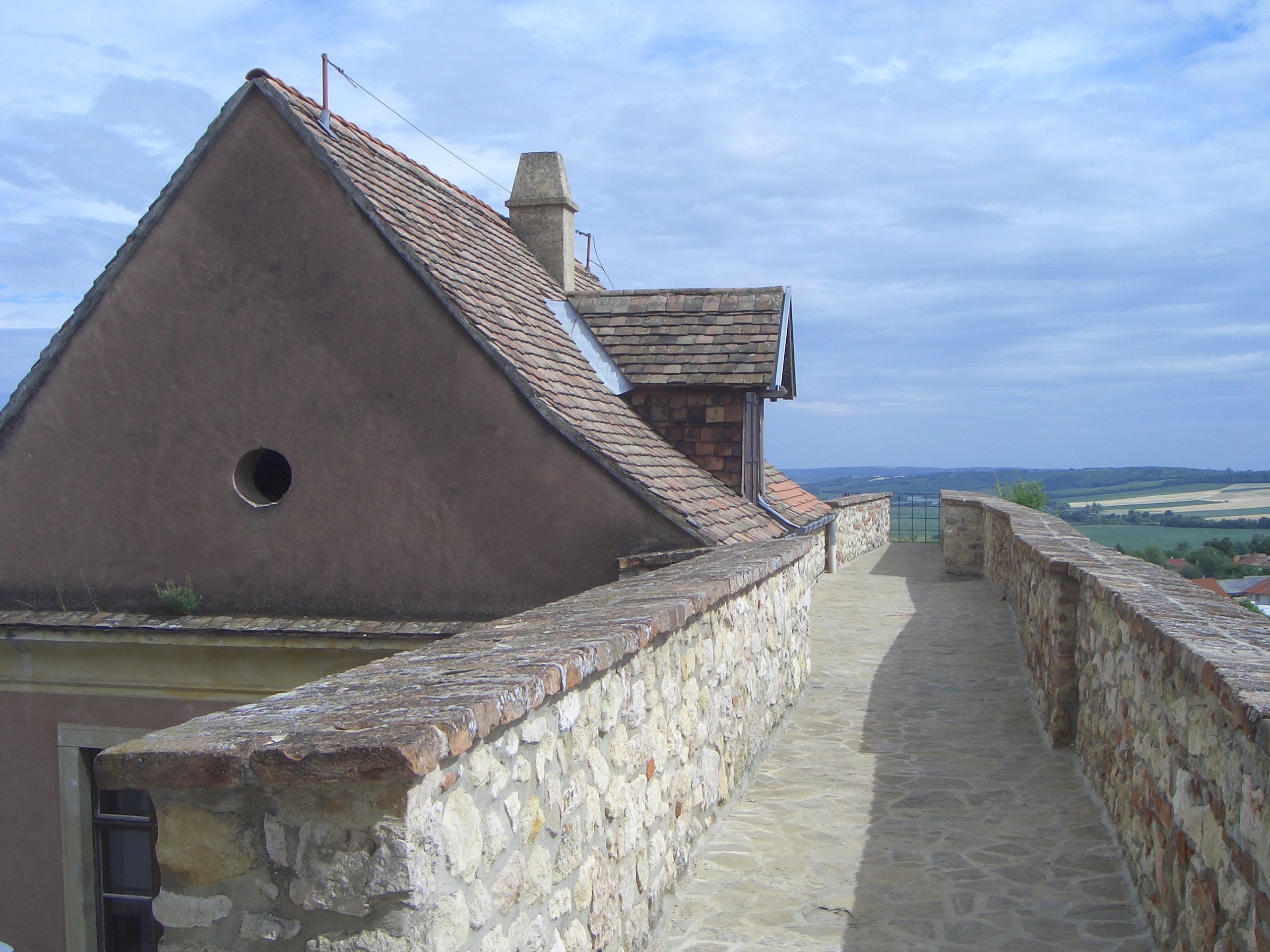
Helyreállított várfalak
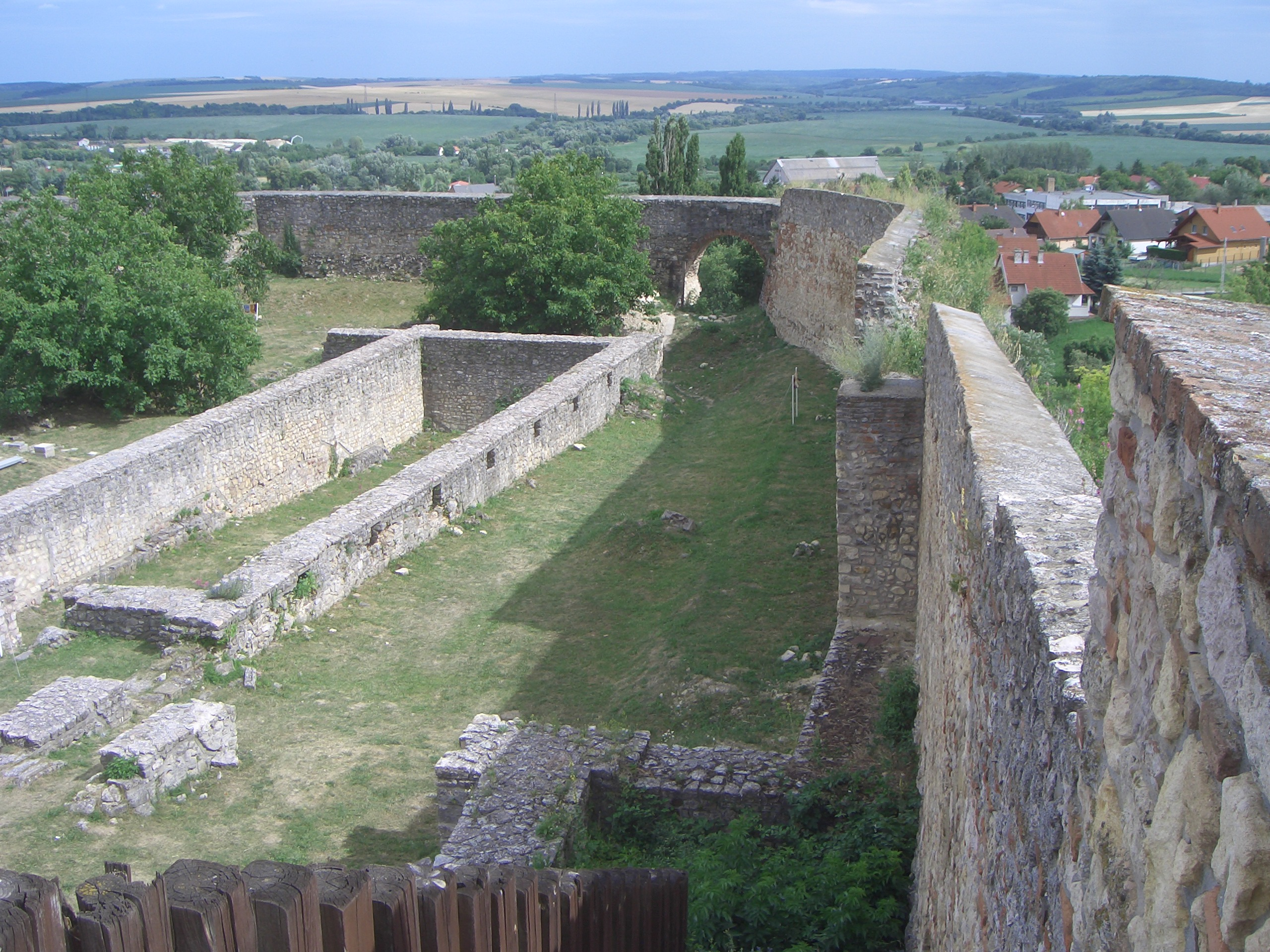
A vár belső udvara
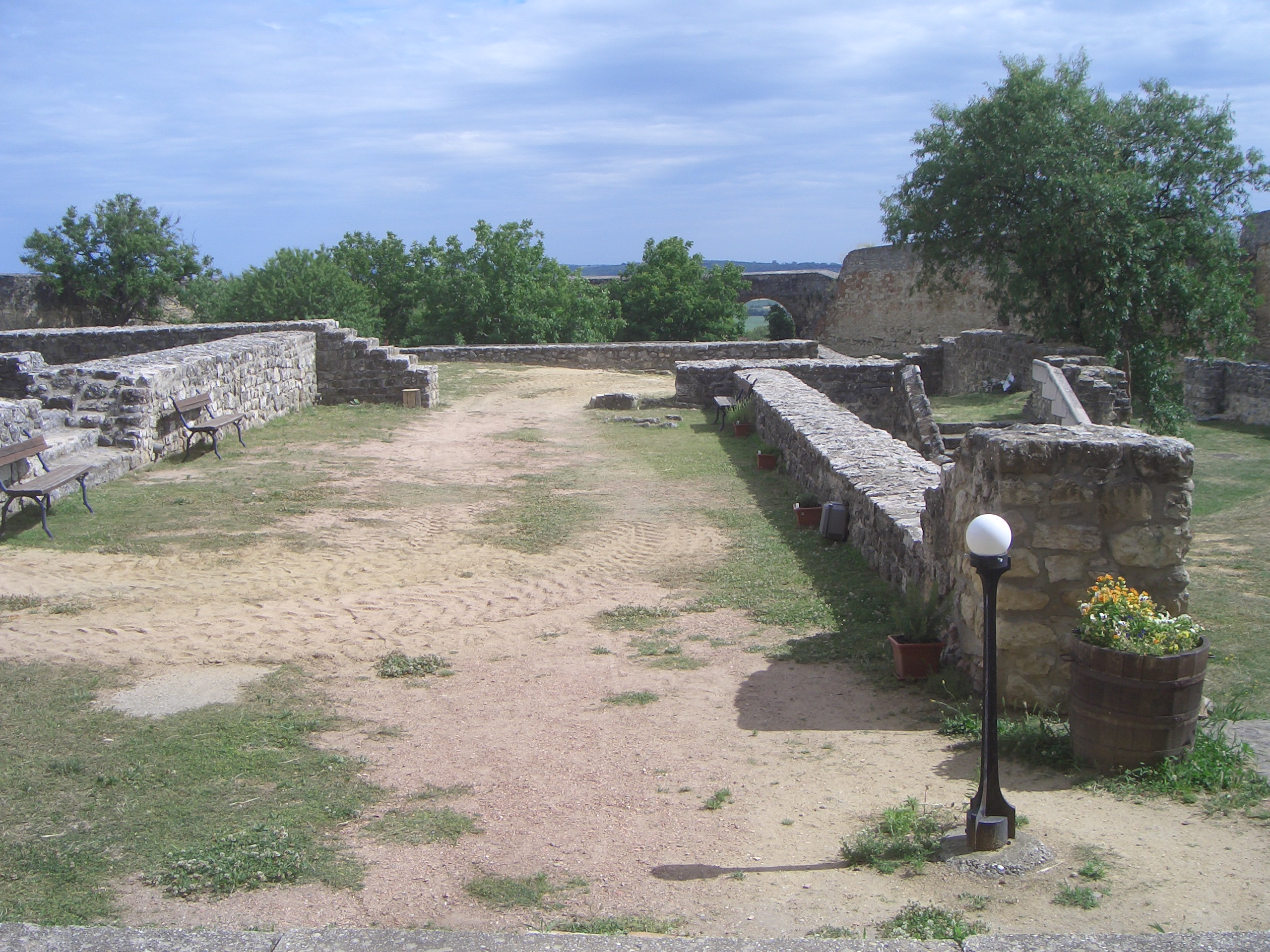
A vár belső udvara